# Porcelaine de Wallendorf
La porcelaine de Wallendorf est produite par la société Wallendorfer Porzellan Manufaktur dans une des manufactures les plus 
anciennes de Thuringe, au centre de l'Allemagne. Elle est située à Lichte/Wallendorf, au sud de la forêt de Thuringe.
L’histoire de cette région est marquée par la tradition de la production de porcelaine depuis plus de deux cents ans. 

## Historique

Wallendorfer Porzellan Manufaktur,
Octobre 2006

La manufacture dans la 2e moitié du XIXe siècle

Marques et monogrammes - Wallendorfer Porzellan.
Certains s'inspiraient un peu trop ouvertement des monogrammes de Meissen.

Cinquante ans après l’invention de la porcelaine, en 1761, par Ehrenfried Walther von Tschirnhaus et Johann Friedrich Böttger, Johann Wolfgang Hammann de Katzhütte demandait la concession pour la production de porcelaine à la Cour de Schwarzbourg–Rudolstadt.
Trois jours seulement avant cette date, cette concession fut accordée exclusivement à Heinrich Macheleid, originaire de Sitzendorf. Pour cette raison, la demande de Hammann fut refusée.
Johann Wolfgang Hammann n’abandonna pas son rêve de production de l’or blanc et, un an plus tard, il réussissait à cuire de la porcelaine pour la première fois à Katzhütte. Il acquérait le domaine seigneurial du baron Hohenthal du territoire du duché de Saxe-Cobourg-Saalfeld à Wallendorf, dépendant de Lichte.
Après l’intimation de la concession pour la production de porcelaine par le duc de Saxe-Cobourg, le 30 mars 1764, Wolfgang Hammann fondait la manufacture de porcelaine de Wallendorf avec son fils ainsi que le peintre sur verre Gottfried Greiner et le cousin de celui-ci, Monsieur Gotthelf Greiner.
À l’origine, la porcelaine de Wallendorf a été produite avec des matières premières des terres environnantes, de sorte que le tesson n’était pas propre mais teinté. Dès 1780, on réussissait à cuire des tessons absolument blancs par l’achat et l’emploi du kaolin de Bohême. C’est ce qui amena Wilhelm Martius à dire sur la porcelaine de Wallendorf en 1793 : « Elle est parfaitement blanche, finement moulue et tellement dure qu’elle forme des étincelles à l’acier. »
Jusqu’en 1833, la société fut propriété de la famille Hammann. Après plusieurs changements, la société Wallendorfer Porzellanmanufaktur se retrouva dans les mains de propriétaires différents ; des noms qui même aujourd’hui sont renommés pour la porcelaine, la tradition et la qualité : Hutschenreuther, Kämpfe, Sonntag, Heubach, Fraureuth, Schaubach.
Les alternances de propriétaires, ainsi que les fortes fluctuations économiques, se sont traduites par la multitude des estampilles utilisées. Elles étaient souvent inspirées par la marque Meissen, ce qui amena plusieurs avertissements de la part de l’autorité du royaume de Saxe. La marque actuelle (W) 
au-dessous la couronne croisée et l’année de la fondation, 1764, a été inaugurée deux cents ans après la fondation de la société Wallendorfer Porzellanmanufaktur.

## Caractères stylistiques

### Les modèles traditionnels
La société Wallendorfer Porzellanmanufaktur a su préserver, jusqu’à aujourd’hui, le caractère traditionnel 
d’une manufacture qui a commencé en 1764 avec la production 
artisanale des services à café, thé et chocolat, complété en 1785 par des figurines.
Comme l’a toujours souhaité le fondateur Wolfgang Hammann, la qualité de la production et la composition, perfectionnée durant plusieurs décennies et gardée soigneusement secrète, prime sur la quantité produite. Le processus artisanal de 
production est, quant à lui, toujours resté le même.

### Alt Wallendorf
C’est en particulier en Frise orientale que les services de la manufacture de 
Wallendorf, aussi appelés « Dresmer Teegood » sont très populaires. La production de 
ces pièces a été reprise dans sa forme et décoration originale « Blau Dresmer », « 
Rot Dresmer » et « Ostfriesische Rose » après une pause de plus de 70 ans.

Comme la documentation originale de la production s’était perdue dans le chaos de la Seconde Guerre mondiale et des années qui ont suivi, les moules et décors ont été inspirés 
par les pièces originales des musées et collectionneurs privés, de sorte que le vrai 
décor Dresmer Teegood est produit aujourd’hui selon son aspect originel.

Les amateurs apprécient beaucoup les figurines glaçurées en blanc ou en biscuit. Chaque exemplaire est unique, coulé dans le moule à la main, puis composé et peint. Un autre secteur de la manufacture produit des vases, chandeliers, coupelles, boîtes, etc. dans les formes et avec des décors qui passent du bleu cobalt classique 
jusqu’aux motifs floraux ou animaliers printaniers.

### LeBone China
Bien que la manufacture de Wallendorf attache de l’importance aux méthodes historiques, 
elle dispose de techniques modernes. On y utilise des presses isostatiques et des 
machines de coulage sous pression.
Le rachat de la manufacture en avril 2006 a amené, pour la première fois, la production de Bone china. Le Bone China est particulièrement apprécié en raison de sa finesse et de la blancheur de sa pâte.

Le secret de son tesson dense et extrêmement translucide réside dans sa composition. En plus du kaolin, du feldspath et du quartz, il contient 52 % de cendre d’os désagrégée, d'où le nom « Bone China » ou « Porcelaine de cendre d'os ». Depuis sa découverte, le Bone China passe pour une des porcelaines les plus raffinées et les plus nobles.